# Ministro capo dell'Isola di Man
Il Ministro capo dell'Isola di Man (in mannese: Ard-shirveishagh) è il capo esecutivo del governo dell'Isola di Man.
L'ufficio deriva da quello del Presidente del Consiglio esecutivo. Prima del 1980 il Consiglio esecutivo era presieduto dal Luogotenente governatore dell'Isola di Man, ma in seguito il presidente fu eletto da Tynwald, il parlamento dell'Isola di Man. Il titolo è stato cambiato in "Chief Minister" (Ministro capo) nel 1986.
Il ministro capo è nominato dal Luogotenente governatore alla nomina del Tynwald dopo l'elezione generale della Camera delle chiavi. Rimane in carica fino alle future elezioni generali (vale a dire per 5 anni) ed è eleggibile per una nuova nomina, ma può essere rimosso dalla sua carica con un voto di sfiducia nel Consiglio dei Ministri.
Dopo le elezioni generali del novembre 2006, John Shimmin MHK, Stephen Rodan MHK (Ministro della sanità e della sicurezza sociale) e David Cannan MHK (ex Ministro del tesoro) hanno chiesto la nomina a Primo ministro, ma nessuno ha ricevuto la maggioranza necessaria di voti nel Tynwald. Al secondo turno Tony Brown (Presidente della Camera delle chiavi) è stato nominato senza opposizione.
Tony Brown si è dimesso dal ruolo di Primo ministro il 29 settembre 2011. Il suo successore dal 9 dicembre 2011 fu Allan Bell. Il 1º agosto 2016 Allan Bell ha annunciato che si sarebbe ritirato, dopo 32 anni in rappresentanza di Ramsey nella Camera delle chiavi, dopo sette anni come commissario di Ramsey. Il suo successore, Howard Quayle, è entrato in carica il 4 ottobre 2016.

## Lista dei Ministri capo dell'Isola di Man
| Nome (Nascita-Morte)    | Mandato                             | Ref   |
| ----------------------- | ----------------------------------- | ----- |
| Miles Walker (1940–)    | 3 dicembre 1986 – 3 dicembre 1996   | [ 6 ] |
| Donald Gelling (1938–)  | 3 dicembre 1996 – 4 dicembre 2001   | [ 6 ] |
| Richard Corkill (1951–) | 4 dicembre 2001 – 14 dicembre 2004  | [ 6 ] |
| Donald Gelling (1938–)  | 14 dicembre 2004 – 14 dicembre 2006 | [ 6 ] |
| Tony Brown (1950–)      | 14 dicembre 2006 – 11 ottobre 2011  | [ 6 ] |
| Allan Bell (1947–)      | 11 ottobre 2011 – 4 ottobre 2016    | [ 6 ] |
| Howard Quayle (1967-)   | 4 ottobre 2016 – 12 ottobre 2021    | [ 6 ] |
| Alfred Cannan (1968-)   | 12 ottobre 2021 – in carica         | [ 6 ] |